# Косикинский сельсовет
Муниципа́льное образова́ние «Косикинский сельсовет» — сельское поселение в Енотаевском районе Астраханской области Российской Федерации.
Административный центр — село Косика.

## Население
| 2010 | 2012 | 2013 | 2014 | 2015 | 2016 | 2017 |
| ---- | ---- | ---- | ---- | ---- | ---- | ---- |
| 563  | ↗596 | ↗599 | ↘590 | ↘589 | ↘588 | ↗591 |
| 2018 | 2019 | 2020 | 2021 |      |      |      |
| ↘566 | ↘540 | ↘520 | ↗559 |      |      |      |

## Состав сельского поселения
В состав сельского поселения входит 1 населённый пункт:
| № | Населённый пункт | Тип населённого пункта       | Население |
| - | ---------------- | ---------------------------- | --------- |
| 1 | Косика           | село, административный центр | ↗559      |